# Rouven Ertlschweiger
Rouven Ertlschweiger (* 8. September 1976 in Wiener Neustadt, Niederösterreich) ist ein österreichischer Politiker. Ab 2014 war er für das Team Stronach Abgeordneter zum österreichischen Nationalrat. Am 1. August 2015 wurde sein Wechsel in den Parlamentsklub der Österreichischen Volkspartei (ÖVP) bekanntgegeben. Mit 8. November 2017 schied er aus dem Nationalrat aus.

## Leben
Nach Besuch der Volksschule in Neudörfl (Burgenland) absolvierte Ertlschweiger das Bundesgymnasium Zehnergasse in Wiener Neustadt. Nach der 1996 abgelegten Matura studierte er bis 2000 Rechtswissenschaften an der Universität Wien. Ertlschweiger war danach rund zehn Jahre als Journalist bei den Niederösterreichischen Nachrichten und der Burgenländischen Volkszeitung in der Sportredaktion tätig, zuletzt war er Chef vom Dienst. Später wechselte er in die Politik-Redaktion.
Von 2008 bis 2010 studierte er Kommunikation und Management an der Donau-Universität Krems. 2012 wurde er Pressesprecher von Frank Stronach, der im selben Jahr seine Partei Team Stronach gründete. Nach dem Ausscheiden des Parteigründers aus dem Nationalrat Ende Jänner 2014 nahm Ertlschweiger dessen nun frei gewordenes Mandat an. Am 1. August 2015 wechselte er gemeinsam mit Kathrin Nachbaur vom Parlamentsklub des Team Stronach zur ÖVP. Seit Jänner 2020 ist er als Pressesprecher von Nationalratspräsident Wolfgang Sobotka (ÖVP) tätig.

## Privates
Rouven Ertlschweiger ist mit einer Zahnärztin verheiratet und Vater eines Sohnes sowie einer Tochter. Er lebt heute im burgenländischen Pöttsching. Sein Vorname ist eine Variante des biblischen Namens Ruben.